# Tarn-et-Garonne
Le Tarn-et-Garonne (/taʁ.n‿e.ɡa.ʁɔn/, localement : /taʁ.n‿e.ɡa.ˈʁɔ.nə/ ; en occitan : Tarn e Garona) est un département français appartenant à la région Occitanie. Il tire son nom du fleuve Garonne et de son affluent le Tarn.
Sa préfecture est Montauban, et son unique sous-préfecture est Castelsarrasin. Chef-lieu d'un canton, Moissac est la troisième ville du département par le nombre d'habitants.
Lors de sa création en 1808, il lui a été attribué le numéro 115 dans la liste des 130 départements français de 1811. Puis en 1946 l'Insee et La Poste lui attribuèrent le code 82.

## Histoire
Ce département a été créé pendant le Premier Empire, sur décret impérial de Napoléon Ier, le 21 novembre 1808, avec des territoires pris à cinq des six départements limitrophes. En effet, sous l'Ancien Régime, la sénéchaussée de Cahors (12 députés) comprenait quatre bailliages secondaires (dont celui de Montauban), mais la généralité de Montauban englobait à la fois le Quercy et le Rouergue. Après la création des départements en 1790, Montauban n'était plus qu'un chef-lieu de district du Lot, et Castelsarrasin un chef-lieu de district de la Haute-Garonne. Cette situation déplaisait fort aux notables montalbanais ; l'Empereur fut donc sollicité par les gouverneurs de cette ville. Il fut alors décidé de créer, autour de celle-ci, le Tarn-et-Garonne, en annexant des territoires des départements voisins.
- Près de la moitié de sa superficie appartenait auparavant au Lot :
  - arrondissement de Montauban
- Près d'un tiers appartenait à la Haute-Garonne :
  - arrondissement de Castelsarrasin (7 cantons, 84 communes)
- et le reste fut pris aux départements de Lot-et-Garonne qui avait cependant toujours fait partie de l’Agenais historique et de la Guyenne :
  - canton d'Auvillar,
  - canton de Montaigu-de-Quercy,
  - canton de Valence d'Agen
- du Gers
  - canton de Lavit
- et de l'Aveyron
  - canton de Saint-Antonin-Noble-Val

- Languedoc
- Armagnac
- Rivière-Verdun
- Condomois
- Quercy
- Rouergue
- Agenais

Le Tarn-et-Garonne et les provinces et pays qui occupaient son territoire avant la Révolution :
Languedoc
Gascogne :
Armagnac
Rivière-Verdun
Condomois
Guyenne :
Quercy
Rouergue
Agenais.

Au 1er janvier 2016 la région Midi-Pyrénées, à laquelle appartenait le département, fusionne avec la région Languedoc-Roussillon pour devenir la nouvelle région administrative Occitanie.

### Drapeau

Drapeau du Tarn-et-Garonne

## Emblèmes

### Blason
| Blason | Blasonnement : Écartelé, au premier, de gueules au léopard lionné d'or (Rouergue) ; au second, écartelé : en I et IV, d'azur au lion d'argent et en II et III, de gueules à la gerbe d'or (Gascogne) ; au troisième, de gueules à la croix occitane d'or (Languedoc) ; au quatrième, de gueules au léopard d'or (Guyenne). Les armoiries sont officielles. |

## Géographie

Le Tarn-et-Garonne.

Le département de Tarn-et-Garonne fait partie de la région Occitanie. Il est limitrophe des départements du Lot, de l'Aveyron, du Tarn, de la Haute-Garonne, du Gers et du Lot-et-Garonne.
Malgré sa faible superficie (c'est l'un des plus petits départements de France), le Tarn-et-Garonne possède une grande diversité de paysages et de reliefs. La plaine, située entre le Tarn et la Garonne, ainsi que dans la vallée de l'Aveyron (de son embouchure jusqu'à Montricoux) contraste avec les collines de la Lomagne et du Nord du département. L'Est du Tarn-et-Garonne est un plateau calcaire, un causse où l'on pratique surtout l'élevage. Les gorges de l'Aveyron dans la région de Saint-Antonin-Noble-Val attirent de nombreux touristes par ses paysages et les activités proposées (canoë, randonnée, etc.).
Le sommet culminant du département est le Pech Maurel, qui s'élève à 504 m et se situe sur la commune de Castanet.

Paysages du Tarn-et-Garonne :
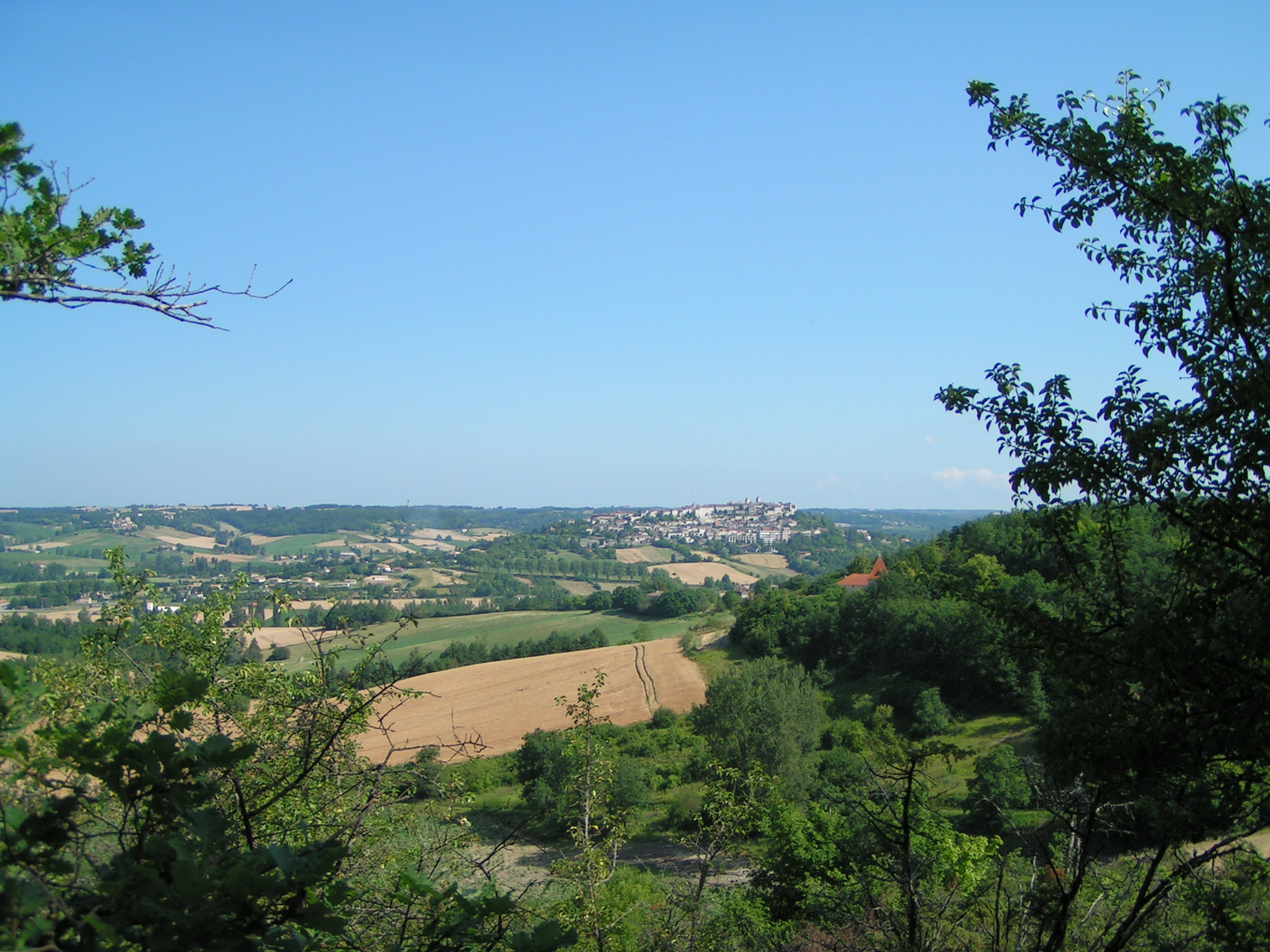
Lauzerte, au nord-ouest.
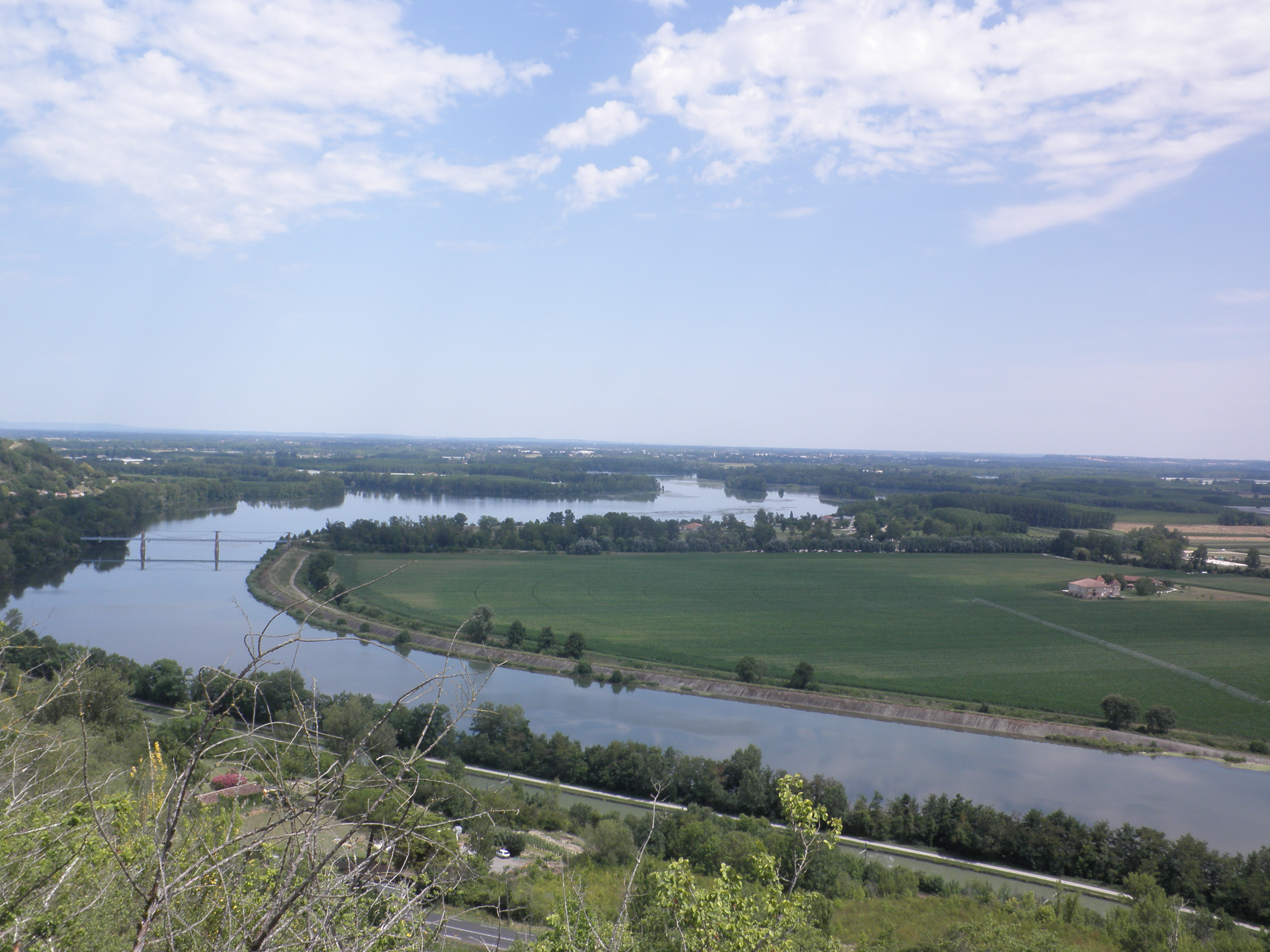
Le Tarn et la Garonne à Boudou, à l'ouest.
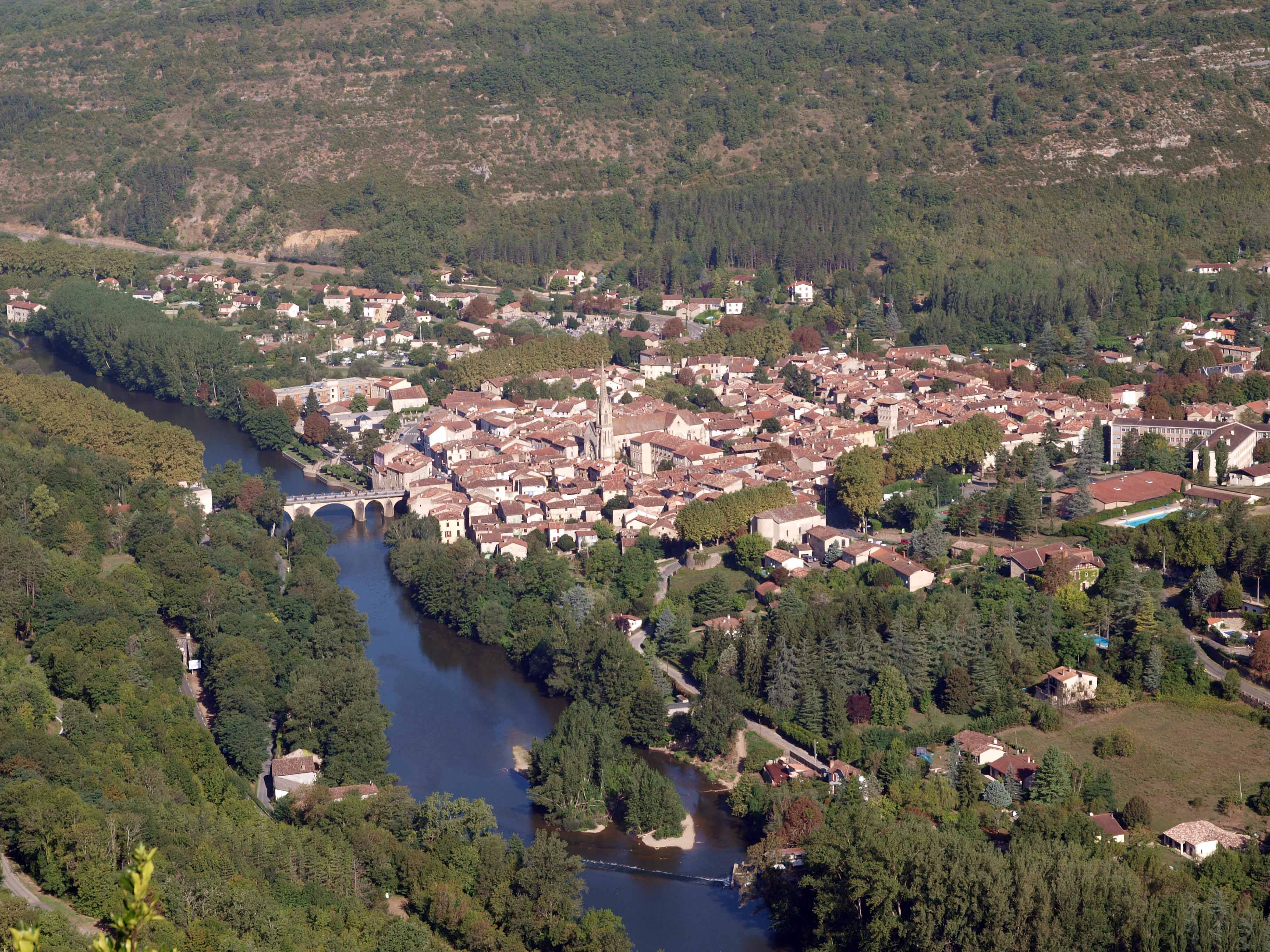
Saint-Antonin-Noble-Val, au nord-est.

## Climat
La marche des saisons est parfois irrégulière en Tarn-et-Garonne. Les hivers doux et pluvieux connaissent mieux le givre que la neige.
Au printemps, les giboulées peuvent être fréquentes et abondantes. Les étés sont chauds et secs, l’automne doux. En novembre, de belles journées ensoleillées contrastent avec le refroidissement de l’air.

## Économie

### Vue d'ensemble
De 2008 à 2019 la population active est en progression de 4,12 %. Cette augmentation est due aux services, principalement non marchands, alors que le nombre des personnes employées par l'agriculture, l'industrie et la construction diminue.
|                                                              | 2008   | 2008   | 2013   | 2013   | 2019   | 2019  |
| Nombre                                                       | %      | Nombre | %      | Nombre | %      |       |
| ------------------------------------------------------------ | ------ | ------ | ------ | ------ | ------ | ----- |
| Administration publique, enseignement, santé, action sociale | 29 361 | 34,4   | 30 867 | 35,4   | 32 904 | 37,0  |
| Agriculture                                                  | 7 086  | 8,3    | 5 935  | 6,8    | 5 589  | 6,3   |
| Industrie                                                    | 10 002 | 11,7   | 8 934  | 10,3   | 9 459  | 10,6  |
| Construction                                                 | 6 856  | 8,0    | 7 131  | 8,2    | 6 212  | 7,0   |
| Commerce, transports, services divers                        | 32 154 | 37,6   | 34 212 | 39,3   | 34 822 | 39,1  |
| Total                                                        | 85 459 | 100,0  | 87 080 | 100,0  | 88 986 | 100,0 |

### Agriculture
Le Tarn-et-Garonne est un département essentiellement agricole et produit 80 % des fruits de Midi-Pyrénées, soit environ 300 000 tonnes en 2012. Le chasselas de Moissac est renommé dans toute la région, ainsi qu'en France ; il a d'ailleurs reçu l'appellation d'origine contrôlée avec une production de 4 000 tonnes par an en 2012. Moissac avec 29 % de sa surface agricole utilisable consacrée à la culture des fruits, se classe au premier rang des plantations fruitières du département, notamment avec la production des cerises Région Moissac, et elle n'usurpe pas son titre de « capitale des fruits ».

### Les vins de Tarn-et-Garonne
Le Tarn-et-Garonne est riche de six appellations AOC, AOVDQS et vin de pays.
- Fronton (AOC)
- Saint-sardos (AOC)
- Lavilledieu (IGP)
- Brulhois (AOC)
- Vins de pays des coteaux et terrasses de Montauban
- Coteaux-du-Quercy (AOC)

### Autres activités
- Grâce à sa situation géographie favorable (A20-A62-RN 20 - liaisons ferroviaires-aéroport de Toulouse-Blagnac), le Tarn-et-Garonne attire beaucoup d'entreprises notamment dans le domaine de la logistique (zone Grand Sud Logistique)[13], dans l'aéronautique, mais aussi dans la branche du commerce et des services.

## Politique et administration
- Liste des députés de Tarn-et-Garonne
- Liste des sénateurs de Tarn-et-Garonne
- Liste des préfets de Tarn-et-Garonne
- Liste des communes de Tarn-et-Garonne
- Liste des anciennes communes de Tarn-et-Garonne

### Conseil départemental
- Liste des conseillers départementaux de Tarn-et-Garonne

## Judiciaire
Le procureur de la république siège au tribunal judiciaire de Montauban.

## Population et société

### Transports
- Autoroutes : Autoroute des Deux Mers - Autoroute A62 - Autoroute A20
- Routes de Tarn-et-Garonne : RN 113 - RN 20 - RN 659 - RN 653 - RN 630
- Ponts : Pont Napoléon (Moissac) - Pont Vieux (Montauban) - Pont suspendu de Bourret - Pont Neuf (Montauban) - Pont-canal du Cacor
- Aéroports : Aéroport de Montauban - Aéroport de Castelsarrasin - Moissac
- Canaux : Canal de Garonne - Pont-canal du Cacor - Canal de Montech - (Port Jacques-Yves Cousteau)
- Ferroviaire : Ligne classique Bordeaux-Toulouse - TER Midi-Pyrénées - LGV Bordeaux-Toulouse - Ligne des Aubrais - Orléans à Montauban-Ville-Bourbon
  - Autre : Ligne Montauban-Ville-Bourbon - La Crémade - Ligne Castelsarrasin - Beaumont-de-Lomagne - Liste des gares de Tarn-et-Garonne
- Transports urbains : Transports montalbanais - La Tulipe (Castelsarrasin)
- Transports interurbain : Lignes intermodales d'Occitanie

### Démographie
En 2022, le département comptait 264 924 habitants, en évolution de +3,12 % par rapport à 2016 (France hors Mayotte : +2,11 %).
| 1791 | 1801    | 1806    | 1821    | 1826    | 1831    | 1836    | 1841    | 1846    |
| ---- | ------- | ------- | ------- | ------- | ------- | ------- | ------- | ------- |
| -    | 228 000 | 228 420 | 238 143 | 241 586 | 242 250 | 242 184 | 239 297 | 242 498 |

| 1851    | 1856    | 1861    | 1866    | 1872    | 1876    | 1881    | 1886    | 1891    |
| ------- | ------- | ------- | ------- | ------- | ------- | ------- | ------- | ------- |
| 237 553 | 234 782 | 232 551 | 228 969 | 221 610 | 221 364 | 217 056 | 214 046 | 206 596 |

| 1896    | 1901    | 1906    | 1911    | 1921    | 1926    | 1931    | 1936    | 1946    |
| ------- | ------- | ------- | ------- | ------- | ------- | ------- | ------- | ------- |
| 200 390 | 195 669 | 188 553 | 182 537 | 159 559 | 164 191 | 164 259 | 164 629 | 167 664 |

| 1954    | 1962    | 1968    | 1975    | 1982    | 1990    | 1999    | 2006    | 2011    |
| ------- | ------- | ------- | ------- | ------- | ------- | ------- | ------- | ------- |
| 172 379 | 175 847 | 183 572 | 183 314 | 190 485 | 200 220 | 206 034 | 226 849 | 244 545 |

| 2016    | 2021    | 2022    | - | - | - | - | - | - |
| ------- | ------- | ------- | - | - | - | - | - | - |
| 256 897 | 263 377 | 264 924 | - | - | - | - | - | - |

La démographie de Tarn-et-Garonne est caractérisée par une faible densité, une population en croissance modérée depuis les années 1950 et plus marquée depuis les années 2000.
La densité de population de Tarn-et-Garonne, 71,3 hab./km2 en 2022, est de l'ordre des deux-tiers de celle de la France qui est de 107,1 hab./km2 pour la même année.

### Communes les plus peuplées
| Nom                      | Code Insee | Intercommunalité                    | Superficie (km2) | Population (dernière pop. légale) | Densité (hab./km2) | Modifier                                    |
| ------------------------ | ---------- | ----------------------------------- | ---------------- | --------------------------------- | ------------------ | ------------------------------------------- |
| Montauban                | 82121      | CA Grand Montauban                  | 135,17           | 62 487 (2022)                     | 462                | modifier les données · modifier les données |
| Castelsarrasin           | 82033      | CC Terres des Confluences           | 76,77            | 14 335 (2022)                     | 187                | modifier les données · modifier les données |
| Moissac                  | 82112      | CC Terres des Confluences           | 85,95            | 13 652 (2022)                     | 159                | modifier les données · modifier les données |
| Caussade                 | 82037      | CC du Quercy Caussadais             | 45,73            | 6 858 (2022)                      | 150                | modifier les données · modifier les données |
| Montech                  | 82125      | CC Grand Sud Tarn-et-Garonne        | 50,14            | 6 657 (2022)                      | 133                | modifier les données · modifier les données |
| Nègrepelisse             | 82134      | CC Quercy Vert-Aveyron              | 49,22            | 5 839 (2022)                      | 119                | modifier les données · modifier les données |
| Valence                  | 82186      | CC des Deux Rives                   | 13,44            | 5 287 (2022)                      | 393                | modifier les données · modifier les données |
| Verdun-sur-Garonne       | 82190      | CC Grand Sud Tarn-et-Garonne        | 36,26            | 4 914 (2022)                      | 136                | modifier les données · modifier les données |
| Montbeton                | 82124      | CA Grand Montauban                  | 15,98            | 4 335 (2022)                      | 271                | modifier les données · modifier les données |
| Grisolles                | 82075      | CC Grand Sud Tarn-et-Garonne        | 17,60            | 4 206 (2022)                      | 239                | modifier les données · modifier les données |
| Saint-Étienne-de-Tulmont | 82161      | CC Quercy Vert-Aveyron              | 21,14            | 4 050 (2022)                      | 192                | modifier les données · modifier les données |
| Bressols                 | 82025      | CA Grand Montauban                  | 20,39            | 3 883 (2022)                      | 190                | modifier les données · modifier les données |
| Labastide-Saint-Pierre   | 82079      | CC Grand Sud Tarn-et-Garonne        | 20,64            | 3 763 (2022)                      | 182                | modifier les données · modifier les données |
| Beaumont-de-Lomagne      | 82013      | CC de la Lomagne Tarn-et-Garonnaise | 46,16            | 3 754 (2022)                      | 81                 | modifier les données · modifier les données |
| La Ville-Dieu-du-Temple  | 82096      | CC Terres des Confluences           | 26,16            | 3 305 (2022)                      | 126                | modifier les données · modifier les données |

### Sport
- Tour du Tarn-et-Garonne
- US Montauban
- US Montauban Cyclisme 82
- Didier Rous
- Christophe Rinero
- Mathieu Perget
- Stade Sapiac
- Stade de la Fobio
- Montauban Football Club Tarn-et-Garonne
- Jean-Louis Zanon

### Écologie

#### Énergies
- Centrale nucléaire de Golfech

#### Projets
- Projet de parc éolien de Garonne et Canal[17]
- Projet photovoltaïque à Montbartier[18]
- Projet de parc éolien de Cordes-Tolosannes[19]

### Médias locaux

#### Presse
- La Dépêche du Midi
- Le Petit Journal
- "Les Nouvelles de Tarn-et-Garonne", bimensuel communiste du Tarn-et-Garonne

#### Télévision
- ViàOccitanie

#### Radio
- Phare FM Montauban : depuis 2007 ; anciennement Radio Espoir 82
- Radio Association (Montauban) : depuis 1986 ; Radio Ingres de 1981 à 1986
- Radio CFM (Montauban)
- Radio Sentinelle (Piquecos)
- VFM, la radio des 2 rives (Valence)
- Radio Totem (Bressols)

## Culture locale et patrimoine

### Monuments
Châteaux
Château de Gramont - Château de Bruniquel - Château de Montricoux - Château de Saint-Projet - Château de Cas - Château de Marsac
Sites religieux
Abbaye de Combelongue - Abbaye Saint-Pierre de Moissac - Abbaye de Grand Selve - Abbaye de Beaulieu-en-Rouergue - Abbaye de Belleperche - Cathédrale Notre-Dame-de-l'Assomption - Église Saint-Jacques de Montauban - Église Saint-Pierre de Varen - Collégiale Saint-Martin de Montpezat-de-Quercy
Autres
Ancien hôtel de ville de Saint-Antonin-Noble-Val -Pont-canal du Cacor - Pente d'eau de Montech - Monument aux Morts de Montauban de 1870 - Place Nationale de Montauban - Pont Vieux de Montauban - Halle de Beaumont-de-Lomagne - Halle de Caylus - Maison des Loups

## Tourisme

### Les résidences secondaires
Selon le recensement général de la population du 1er janvier 2008, 6,1 % des logements disponibles dans le département étaient des résidences secondaires.
Ce tableau indique les principales communes de Tarn-et-Garonne dont les résidences secondaires et occasionnelles dépassent 10 % du total des logements en 2008 :
| Commune                 | Population SDC | Nombre de logements | Rés. secondaires | % Rés. secondaires |
| ----------------------- | -------------- | ------------------- | ---------------- | ------------------ |
| Bruniquel               | 580            | 483                 | 193              | 39,92 %            |
| Puylaroque              | 656            | 526                 | 175              | 33,27 %            |
| Varen                   | 712            | 571                 | 164              | 28,76 %            |
| Saint-Antonin-Noble-Val | 1 791          | 1 515               | 431              | 28,46 %            |
| Caylus                  | 1 536          | 1 115               | 271              | 24,30 %            |
| Montaigu-de-Quercy      | 1 415          | 927                 | 185              | 19,96 %            |
| Montpezat-de-Quercy     | 1 442          | 907                 | 161              | 17,71 %            |
| Lauzerte                | 1 505          | 959                 | 163              | 17,00 %            |

Sources :
- Source Insee, chiffres au 01/01/2008.

## Personnalités
Cette liste comporte pour l'essentiel les noms des personnalités nées ou éventuellement décédées dans le département.
- Jean Abeilhou, journaliste sportif rugby à XV, France Télévisions, né à Montauban en 1958.
- Manuel Azaña, dernier président de la République espagnole, mort à Montauban.
- Irénée Bonnafous
- Antoine Bourdelle
- René Bousquet
- Daniel Cohn-Bendit
- Jean Coladon
- Christian Constant
- Caroline Costa
- Dieudonné Costes
- Raymond Dirlès
- Louis Dupiech (1900-1945), préfet résistant mort en déportation.
- Pierre de Fermat, né à Beaumont-de-Lomagne ; mathématicien, ami de Pascal.
- Marc Frayssinet
- Pierre Frayssinet
- Louis Gallois
- Olympe de Gouges
- Louis de Guiringaud
- Jean-Auguste Dominique Ingres
- André Jeanbon Saint André.
- Antoine de Lamothe-Cadillac, fondateur de la ville de Détroit (Michigan) aux États-Unis.
- Léon Lemartin, recordman du monde de vol avec passagers, premier contrat connu de pilote d'essai au monde signé avec Louis Blériot en 1910.
- Philippe Labro
- Marcel Lenoir
- Mathieu Perget
- Pierre Perret
- Sylvia Pinel
- Jean Réal
- Christophe Rinero
- Jean Resseguié, journaliste sportif sur RMC.
- Étienne Roda-Gil (1941-2004) Auteur-compositeur.
- Alfred Roques
- Didier Rous
- Justin, Germain, Casimir de Selves
- André Téchiné
- Jean de Viguerie
- Jean-Louis Zanon